# Lynesack and Softley
Lynesack and Softley är en civil parish i Storbritannien.   Den ligger i kommunen Durham i riksdelen England, i den centrala delen av landet, 400 km norr om huvudstaden London.